# 周同伯
周同伯（1423年—？），字敬同，江西吉安府吉水縣人，明朝政治人物。進士出身。

## 生平
江西鄉試第五十四名。天順元年（1457年）丁丑科會試第五十一名，殿試登進士第三甲第一百一十二名。

## 家族
曾祖周子賓，贈員外郎。祖父周岐鳳，曾任員外郎。父亲周敘，曾任侍端學生。